# 岩永高弘
岩永 高弘（いわなが たかひろ、1973年10月24日 - 2010年5月14日）は、長崎県出身の元競艇選手。登録番号3861。身長170cm。血液型AB型。79期。長崎支部所属。同期に吉川元浩、阿波勝哉、別府昌樹らがいる。

## 来歴
- 1996年11月27日、唐津競艇場でデビュー（5着）。
- 2002年2月18日、大村競艇場での一般競走で初優勝[1]。
- 2010年5月1日、若松競艇場での「スポーツニッポン杯争奪 GW特選競走」4日目1Rで2周目第2ターンマークを旋回後に隣の艇と接触し転覆。後頭部背面に艇の直撃を受けた。すぐに救助されたものの、搬送時には心肺停止状態になっており、福岡新水巻病院に搬送されたが、同月14日6時4分、死亡。36歳没。なお、競艇選手の殉職者は、2007年2月26日に坂谷真史が住之江競艇場での事故により死亡して以来、29人目[2]。

## 戦績
- 出走回数：2586回
- 1着回数：271回
- 優出回数：7回
- 優勝回数：1回
- フライング(F)回数：11回
- 出遅れ(L)回数：0回
- 通算勝率：4.68
- 2連対率：26.26
- 3連対率：42.58
- 生涯獲得賞金：173,623,500円